# Hier en Nu (televisieprogramma)
Hier en Nu was een actualiteitenprogramma van de NCRV dat tussen 1967 en 1996 op de Nederlandse televisie was te zien. De voorloper van Hier en Nu was het programma Attentie.

## Inhoud
Het zond reportages en interviews uit over binnen- en buitenlandse onderwerpen. Hier en Nu liet zich daarbij leiden door de wensen van de protestants-christelijke achterban van de NCRV. Dat betekende bijvoorbeeld dat er vaak aandacht werd geschonken aan ethische thema's, zoals abortus en euthanasie. In het seizoen 1976-77 wordt het programma op de vaste NCRV zaterdagavond uitgezonden met meerdere kortere onderwerpen waardoor de afwisseling groter werd. Het volgende seizoen 1977-78 op de vaste NCRV donderdagavond werd het aantal onderwerpen weer verminderd waardoor dieper op kwesties kon worden ingegaan.
Bekende medewerkers van Hier en Nu in de loop der jaren waren onder meer René Eijbersen, Hans de Jong, Catherine Keyl, Chazia Mourali, Henk Mochel, Noortje van Oostveen, Nousjka Thomas, Hans Sleeuwenhoek, Marga van Arnhem en Aart Zeeman.
In 1996 is Hier en Nu opgegaan in Netwerk, de actualiteitenrubriek van de AVRO, NCRV en KRO.

## Hier en Nu Radio
Naast Hier en Nu op de televisie bestond er ook een Hier en Nu op de radio. Tot 1969 zond de NCRV-radio de actualiteitenrubriek Vandaag. De Radiokrant van Nederland uit, maar twee jaar na de komst van de tv-rubriek werd ook de radio-rubriek Hier en Nu genoemd. Bekende medewerkers van de actualiteitenrubriek op de radio waren onder anderen Marga van Arnhem, Govert van Brakel en Jan Zindel. In 1995 ging het programma op in het Radio 1 Journaal.

## Herkenningsmelodie
Voor de televisie-uitzendingen werd "Bear Mash" van het Ramsey Lewis Trio als herkenningsmelodie gebruikt, voor de radio-uitzendingen een sample van "Prelude/Angry Young Man" van Billy Joel.